# Алфавитные канонерские лодки
Алфавитные канонерские лодки , состоящие из канонерок типа «Альфа», канонерок типа «Чжэнь», канонерок типа «Чинчу», — серия ренделовских (по фамилии английского конструктора Д. Рендела) канонерок, малотоннажных самоходных носителей крупнокалиберной артиллерийской установки. Были построены во второй половине 1870-х годов в Великобритании для военно-морских сил Цинского Китая. Участвовали в франко-китайской (1884—1885) и японо-китайской войне (1894—1895), позднее ограниченно использовались Японией во время русско-японской войны (1904—1905).

## История создания
На первом этапе создания современного флота Китай решал, прежде всего, задачи обороны важнейших портов. Наиболее оптимальным для этих целей судном к началу 1870-х годов считался разработанный Д. Ренделом тип канонерской лодки, получивший широкое распространение в мире (например, в России была построена подобная канонерка «Ёрш»). Ренделовская канонерка представляла собой малый и достаточно дешёвый корабль для прибрежного плавания, имевший, тем не менее, вооружение, сопоставимое по мощности с линейным кораблем.
Первая ренделовская канонерка «Хайджаньчинь» с деревянным удлиненным корпусом была построена в Китае в 1871 году на верфи Фучжоу. Она имела водоизмещение в 500 тонн и была вооружена одним крупнокалиберным 11-дюймовым орудием и тремя пушками малого калибра. Очевидно, качество корабля собственного производства было сочтено неудовлетворительным, поэтому заказ на строительство канонерок был передан британской фирме Армстронг.
Заказ на строительство серии канонерок был сделан для считавшегося в то время в Китае главным Наньянского флота, который базировался на Шанхай и устье Янцзы. Однако влиятельный наместник Северного Китая Ли Хунчжан добился передачи канонерок на курируемый им Бэйянский флот, который защищал Бохайский залив. Часть канонерок (первые в серии) в дальнейшем была возвращена Наньянскому флоту
В 1876—1880 гг. на армстронговских верфях в Эльсвике для Китая было построено 11 канонерских лодок. В процессе постройки они получали условные обозначения по буквам греческого алфавита — от альфы до лямбды. При поступлении в Китай корабли получали собственные имена (наиболее распространенными были названия с иероглифом «Чжэнь» — «Защитник», «Хранитель»), однако в иностранных источниках продолжали именоваться «алфавитными канонерками».

## Описание конструкции
Характерными признаками китайских «алфавитных» канонерок фирмы Армстронг были короткий и широкий низкобортный железный корпус и установленное на полубаке за полукруглым щитом крупнокалиберное дульнозарядное 280- или 305-мм орудие, стреляющее вперед через низкий бак, закрытый железным настилом. Дополнительное вооружение составляли два 76- или 57-мм орудия, а также четыре митральезы. Паровая машина типа компаунд с двумя цилиндрическими огнетрубными котлами приводила в действие два винта, сообщая канонерке скорость в 10 узлов. Запас угля в 60 т. был достаточным только для прибрежного плавания. Две легкие мачты (передняя установлена прямо над главным орудием) несли парусное вооружение марсельной шхуны. Канонерки незначительно различались между собой размерами корпуса, мощностью паровой машины, весом и калибром главного орудия.

## Представители
«Луншан» и Хэвей («Альфа» и «Бета»). Введены в строй в 1876 г. Длина — 35,4 м, ширина — 8 м. Водоизмещение 340 т. Мощностью 235 л. с. Экипаж — от 30 до 40 чел. 11-дюймовое (280-мм) орудие ГК весом в 26,5 т. Скорость — 10 узлов.
«Фэйдин» и «Цедин» («Гамма» и «Дельта»). Введены в строй в 1877 г. Длина — 36,6 м, ширина — 9,1. Водоизмещение 420 тонн. Мощность машины 300 л. с. Экипаж — от 30 до 40 чел. 12-дюймовое (305-мм) орудие ГК весом в 38 т. Дополнительное вооружение — два 57-мм орудия. Проектировались как улучшенный вариант серии «Альфа» — с самым мощным орудием из всех ренделовских канонерок. Несмотря на усиленную двигательную установку, скорость упала до 9,5 узлов. Отличались плохой устойчивостью.
«Чжэньбэй» , «Чжэньдун», «Чжэньси» , «Чжэньнань» («Эпсилон», «Дзета», «Эта», «Тета»). Введены в строй в 1879 г. Длина — 38, ширина — 8,8 м. Водоизмещение 400 тонн. Мощность 350 л. с. Скорость 9 узлов. Экипаж: 30-60 чел. 11-дюймовое орудие ГК весом в 37 т. Два 76-мм орудия.
«Чжэньбень» и «Чжэньчжун» («Йота» и «Каппа»). Введены в строй в 1880 г. Те же параметры корпуса. Водоизмещение 440 т. Мощность машины 400 л. с. 11-дюймовое орудие ГК весом в 35 тонн. Увеличена мощность машины, скорость возросла до 10,5 узлов, несколько облегчено главное орудие.
«Хайдзинчин» (по др. данным «Чжэньхай» (возможно, название было изменено), «Лямбда»). Введена в строй в 1881 г. Те же параметры корпуса. Водоизмещение 450 т. Мощность машины 380 л. с. Скорость 10,4 узла.

## Служба
Первым, благодаря стараниям Ли Хунчжана, построенные в Англии «алфавитные» канонерки получил Бэйянский флот («Альфа», «Бета», «Гамма» и «Дельта»). С поступлением в 1879 г. на Бэйянский флот усовершенствованных канонерок «Эпсилон», «Дзета», «Тета» и «Эта», четыре первые лодки были переведены в Шанхай. Последние три канонерки серии были распределены между Бэйянским флотом («Йота» и «Каппа») и Гуандунской флотилией («Лямбда»). Таким образом из одиннадцати «алфавитных» канонерок шесть находились в Бэйяннском флоте («Чжэньбэй», «Чжэньдун», «Чжэньси», «Чжэньнань», «Чжэньбень» и «Чжэньчжун»), четыре — в Наньянском («Луншан», «Хэвей», «Фэйдин» и «Цедин»), одна — в Гуандунском («Хайдзинчин»).
Также во Фуцзянском флоте было две построенных в Англии (но не фирмой Армстронг) уменьшенных ренделовских канонерки — «Фушэн» и «Цзяньшэн» (250 т. водоизмещения, 220-сильная машина, облегченное 16-тонное орудие калибром в 11-дм), которые также обычно называли канонерками типа «Альфа».
«Алфавитные» канонерки прибывали в Китай вместе со значительным количеством английских инструкторов и служили для обучения китайского персонала практическому обращению с крупнокалиберным вооружением.
Китай стал обладателем одной из крупнейших флотилий канонерских лодок ренделовского типа (сопоставимо с практически аналогичными 8 канонерками типа «Дождь» в России или более крупными броненосными 11 канонерками типа «Веспе» в Германии). Недостатки ренделовских канонерок (плохая защищенность, низкая скорость, малый тоннаж и невозможность из-за этого применения крупнокалиберного орудия даже при небольшой качке) определили переход к более совершенным судам. Уже в 1880 году Китай заказал фирме Армстронг два созданных на основе «алфавитных» канонерок, но коренным образом модернизированных «ренделовских» крейсера — «Чаоюн» и «Янвэй», имевших сравнительно больший тоннаж и скорость при более совершенном крупнокалиберном вооружении. Таким образом, ещё до окончания поступления последних «алфавитных» канонерок они уже стали восприниматься как устаревший тип судна.

### Участие во франко-китайской войне
К началу франко-китайской войны (1884—1885) «алфавитные» канонерки были наиболее сильными по вооружению боевыми кораблями Китая, превосходя со своими 11- и 12-дюймовыми орудиями наиболее мощные 9,5-дюймовые орудия французских броненосных крейсеров, находившихся тогда на Дальнем Востоке. Однако возможности боевого применения ренделовских канонерок были сильно ограничены. К тому же китайские военно-морские силы были разделены между четырёх провинциальных флотов, каждый из которых был заведомо слабее французской эскадры.
В июле 1884 года, в период обострения франко-китайских отношений, но ещё до начала боевых действий главные силы Бэйянского флота в составе крейсеров «Чаоюн», «Янвэй» и шести «алфавитных» канонерок находились в Чифу (Яньтай) у входа в Бохайский залив. Туда же прибыл и отряд французских кораблей под командованием адмирала Себастьяна Леспе: броненосные крейсера «Ля Галлисоньер», «Триомфан» и два малых авизо. При получении приказа из Парижа Леспе был готов напасть и уничтожить китайскую эскадру.
На открытом рейде Чифу у канонерок было мало шансов против броненосцев, и китайский командующий Дин Жучан отвел их к Дагу в устье р. Пейхо (Хайхэ). Там канонерки, защищенные от крупных французских кораблей мелководьем, могли сыграть важную роль в защите речного пути по Пейхо к Пекину. В то же время командование Наньянского флота, отведя свои крупные корабли в устье Янцзы, оставило четыре «алфавитные» канонерки у Шанхая для защиты подходов к городу по р. Хуанпу.
Главный удар французская эскадра направила против Фуцзянского флота, находившегося на реке Миньцзян близ Фучжоу. 23 августа 1884 года в ходе неожиданного нападения эскадры адмирала Амедея Курбе все китайские корабли, в том числе обе находившиеся на Фуцзянском флоте малые ренделовские канонерки, были потоплены. В ходе неудачного для китайцев сражения одна из китайских канонерок типа «Альфа» («Фушэн» или «Цзяньшэн»), — всё же сумела проявить себя:

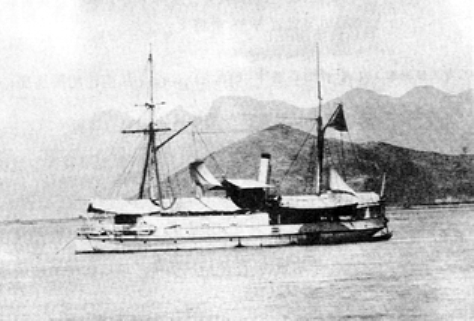
Канонерка «Цзяншэн» в Фучжоу

 «В 14:08 китайская канонерская лодка обогнула мыс Пагоды и выстрелила из своей 16-тонной пушки в „Дюгэ-Труэн“, но промахнулась. По ней немедленно открыли сосредоточенный огонь орудия всего флота; дождь сыпавшихся и взрывавшихся около неё снарядов буквально загородил ей дорогу. Две минуты она оставалась почти неподвижной и беспомощной мишенью, затем с треском взорвалась крюйт-камера, и она стремительно пошла ко дну» 
Таким образом, китайцам едва не удалось поразить 11-дюймовым снарядом 3500-тонный французский деревянный крейсер, что, по всей видимости, привело бы к его гибели. Следует учитывать, что канонерка действовала в наиболее благоприятных для себя условиях — на реке, выходя из-за мыса. После первого промаха ей следовало бы немедленно дать задний ход, чтобы скрыться за мысом, перезарядить орудие и повторить попытку. Промедление и наличие у французов скорострельных орудий решили судьбу китайской канонерки.
В конце войны в феврале 1885 года французская эскадра подошла к Чжэньхаю в устье реки Юнцзян близ Нинбо, где находился отряд кораблей Наньянского флота, в том числе и две ренделовские канонерки. На этот раз адмирал Курбе не стал атаковать китайские корабли, как в Фучжоу, ограничившись их блокадой. Возможно, на это повлияло наличие у китайцев более сильных крейсеров «Кайчи», "Наньдин и «Наньчин». Также не исключено, что французы не решились напасть, опасаясь крупнокалиберных орудий «алфавитных» канонерок, которые на этот раз могли и не промахнуться.
Тогда же, в начале 1885года, ещё до окончания франко-китайской войны «алфавитные» канонерки Бэйянского флота участвовали в военной демонстрации у берегов Кореи во время обострения японо-китайских отношений. Когда японцы сосредоточили в Корее свою эскадру, канонерки были переброшены в Чемульпо для поддержки вышедших туда ранее крейсеров «Чаоюн» и «Янвэй». В результате Япония согласилась на компромисс. О действенности военной демонстрации можно судить по тому, что Япония вскоре приобрела однотипный с «Чаоюном» крейсер «Цукуси» и стала строить у себя четыре подобных «алфавитным» ренделовских канонерки типа «Майя» (несколько большего тоннажа и с менее мощным 8,5-дюймовым орудием ГК). Соглашение с Японией было подписано практически одновременно с мирным договором с Францией.

### «Межвоенный» период

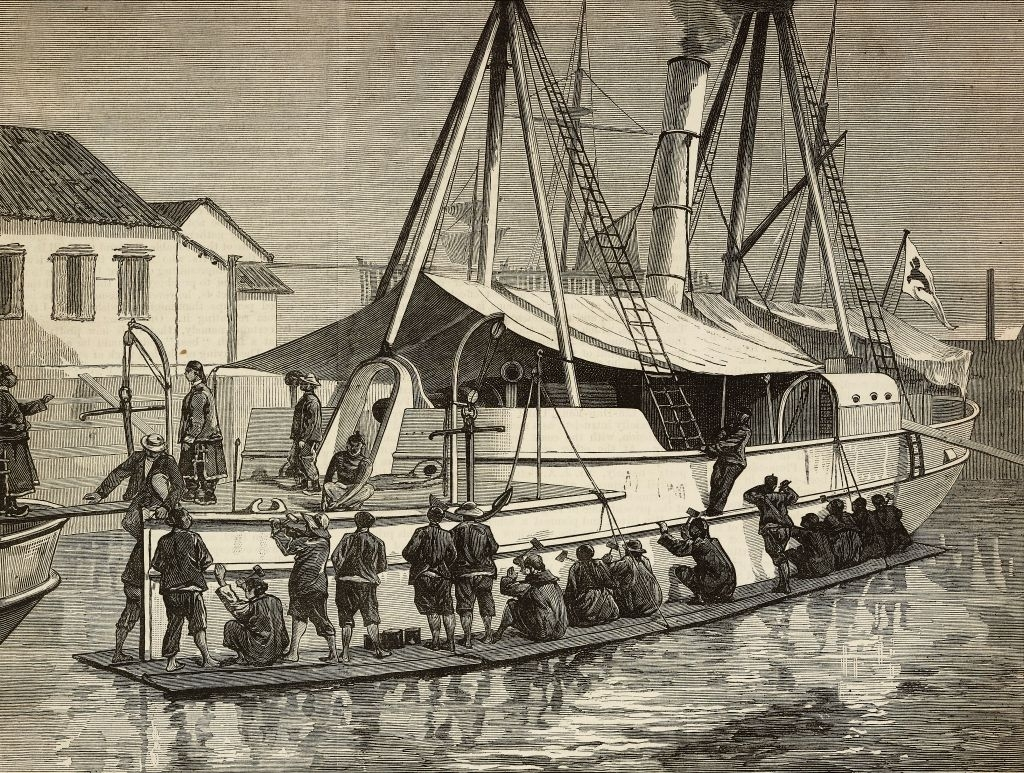
Капитальный ремонт канонерской лодки в Шанхае

В десятилетний период между франко-китайской и японо-китайской войнами Китай активно закупал за границей корабли современных типов. Ставший главным северный Бэйянский флот пополнился двумя броненосцами, тремя броненосными и тремя бронепалубными крейсерами. Такие сравнительно небольшие крейсера как «Цзиюань» или «Пинъюань» с одним-двумя крупнокалиберными орудиями вполне соответствовали крупным мореходным канонеркам европейских флотов, пришедшим в 1880-е годы на смену малым ренделовским канонеркам — немореходным, с устаревшими дульнозарядными орудиями.
Испытывая недостаток в подготовленных офицерах и матросах, командование Бэйянского флота в 1888 году перевело экипажи с менее ценных канонерок на броненосцы. По некотором данным, к началу 1890-х годов на Бэйянском флоте в боеспособном состоянии поддерживались лишь две «алфавитные» канонерки из шести.
На других китайских флотах ренделовские канонерки играли более значимую роль из-за меньшего количества современных кораблей. На верфи Фучжоу были даже достроены заложенные ещё до франко-китайской войны две канонерки, созданные по образцу «алфавитных», — «Хайдуншэн» и «Хайдунхунь» (430 т., композитный корпус, облегченное 11-дюймовое орудие Армстронга весом в 11,5 т). Была поднята и канонерка «Цзяньшэн», потопленная в 1884 г. французами. В 1893 г. потерпела кораблекрушение и была списана служившая в Наньянском флоте канонерка «Фэйдин».

### Участие в японо-китайской войне
В японо-китайской войне (1894—1895) устаревшие ренделовские канонерки использовали обе стороны. В сентябре 1894 года Япония направила канонерки типа «Майя» для поддержки сухопутных войск, действовавших в Корее, а китайские «алфавитные» канонерки приняли участие в походе Бэйянского флота адмирала Дин Жучана для сопровождения транспортов с войсками к устью реки Ялу. Во время сражения при Ялу 17 сентября 1894 года китайские канонерки оставались в устье реки, возможно, для защиты транспортов в случае прорыва туда японских кораблей. В любом случае, непосредственное участие малых канонерских лодок в сражении современных больших кораблей было бы самоубийством. Бывшая в составе японской эскадры для разведки мелководных мест канонерка «Акаги» (бывшая ренделовская типа «Майя», но перевооруженная среднекалиберными орудиями) жестоко пострадала в бою и едва не погибла. В самом конце сражения, когда японцы, истратив почти весь боезапас, отдалились от китайских броненосцев и крейсеров, канонерки «Чжэньнань» и «Чжэньчжун» вышли из устья реки и присоединились к китайской эскадре. Возможно, это подкрепление стало для японцев дополнительным аргументом прекратить сражение и отступить.

Китайский флот в Вэйхайвэе. В центре — «алфавитные» канонерки

Позднее «алфавитные» канонерки приняли заметное участие в обороне Вэйхайвэя — главной базы Бэйянского флота, осажденной в январе 1895 года японской армией и флотом. 30 января «Чжэньнань», «Чжэньбэй», «Чженьси» и «Чжэньбянь» участвовали в бомбардировке фортов на южном побережье Вэйхайвэйской бухты, захваченных японскими войсками. При этом погиб командир штурмовой колонны генерал Одер. Японские войска в этот момент поддерживали канонерки типа «Майя». Возможно, японские и китайские ренделовские канонерки вступали в перестрелку друг с другом. После принятия Дин Жучаном решения о капитуляции 12 февраля 1895 года канонерка «Чжэньнань» под белым флагом вышла из бухты и доставила китайских парламентеров на японский флагманский крейсер «Мацусима». По условиям капитуляции 14 февраля находившиеся в Вэйхайвэе шесть «алфавитных» канонерок, вместе с другими уцелевшими кораблями Бэйянского флота были переданы Японии. Русский капитан В. Витгефт (будущий адмирал) считал взятие японцами в Вэйхайвээ малых канонерок особо важным: «В руки японцев достался, однако, богатый и необходимый им материал — канонерки. Они им пригодятся для работы на реке Пейхо» Однако война закончилось до того, как японцы предприняли бы попытки прорыва к Пекину через мелководья в устье Пейхо.

### Последующая судьба
В Японии трофейные канонерские лодки были переименованы в соответствии с японским произношением иероглифов их названия в «Чинпей», «Чинто», «Чинсей» , «Чиннан»,  «Чинчу»  и «Чинхоку» . У японцев возникли серьёзные проблемы с китайскими орудиями, так как «280-мм снаряды к ним оказались очень ржавыми и негодными к употреблению, а новых японцы из экономии так и не заказали». Это утверждение, впрочем, выглядит сомнительным, китайцы эффективно использовали орудия своих канонерок при обороне Вэйхайвэя. Тем не менее, японцы не предприняли модернизации доставшихся им лодок.

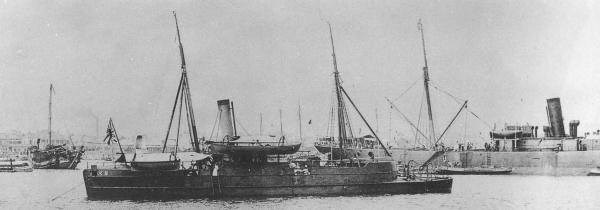
Трофейная китайская канонерка в японском флоте

Бывшие китайские канонерки поступили в резерв японского флота. В апреле 1900 г. «алфавитные» канонерки были мобилизованы во время больших манёвров японского флота. Они отрабатывали задачи обороны важнейших военно-морских баз: «Чинто» и «Чинхоку» — Йокосуки, «Чиннан» и «Чинсей» — Сасебо, «Чинпей» и «Чинчу» — Куре.
В том же году две канонерки — «Чинчу» и «Чинхоку» — направлялись для патрулирования Бохайского залива во время восстания ихэтуаней в Китае.
Во время русско-японской войне (1904—1905) «алфавитные» канонерки, в отличие от других японских канонерок, были оставлены в водах метрополии и использовались только для охраны портов. Сразу после войны они были исключены из состава флота и в 1906—1907 г. разобраны.
Оставшиеся у Китая «алфавитные» канонерки продолжали нести службу в южных флотах. Известно о перевооружении в 1901 году находившейся в Гуанчжоу канонерки «Хайдзинчин» («Лямбды»). Вместо 280-мм орудия на ней было установлено два 180-мм современных орудия фирмы Виккерс. Возможно, подобную модернизацию прошли и другие лодки — при недостатке новых кораблей китайцы стремились до последнего использовать старые суда. Большинство из них было списано в 1910—1911 годах, но канонерка «Цедин», по крайней мере, официально, была в составе флота уже Китайской республики до 1933 г.